# Eduard Markarov
Eduard Markarov   (Bakú, 20 de juny de 1942) és un exfutbolista armeni de la dècada de 1960 i entrenador.
Fou 3 cops internacional amb la selecció de la Unió Soviètica. Pel que fa a clubs, defensà els colors de Torpedo Armavir, Neftchi Baku i Ararat Yerevan.